# Хэншань (Хэнъян)
Хэнша́нь (кит. упр. 衡山, пиньинь Héngshān) — уезд городского округа Хэнъян провинции Хунань (КНР). Уезд назван по горе Хэншань.

## История
Уезд был образован во времена империи Цзинь в 290 году. В эпоху Южных и Северных династий, когда эти земли оказались в составе государства Сун, он был в 464 году переименован в Сяннань (湘南县), но после перехода этих земель в состав государства Ци уезду было в 474 году возвращено прежнее название.
После образования КНР в 1949 году был создан Специальный район Хэнъян (衡阳专区), и уезд вошёл в его состав. В октябре 1952 года Специальный район Хэнъян был расформирован, и его административные единицы перешли в состав новой структуры — Сяннаньского административного района (湘南行政区). В 1954 году Сяннаньский административный район был упразднён, и был вновь образован Специальный район Хэнъян.
В 1963 году из уезда Хэншань был выделен уезд Наньюэ, но в 1966 году он был вновь присоединён к уезду Хэншань, и при этом часть уезда Хэншань, лежащая к востоку от реки Сянцзян, была выделена в отдельный уезд Хэндун.
В 1970 году Специальный район Хэнъян был переименован в Округ Хэнъян (衡阳地区).
Постановлением Госсовета КНР от 8 февраля 1983 года был расформирован округ Хэнъян, его административные единицы перешли под юрисдикцию властей города Хэнъян, превратившегося таким образом в городской округ.
22 мая 1984 года из уезда Хэншань был выделен район Наньюэ.

## Административное деление
Уезд делится на 7 посёлков и 5 волостей.